# Severin Claudius Wilken Bindesbøll
Severin Claudius Wilken Bindesbøll, född den 16 februari 1798, död den 30 januari 1871, var en dansk biskop. Han var son till Jens Bindesbøll, bror til Michael Gottlieb Bindesbøll och därmed farbror till Thorvald Bindesbøll.
Bindesbøll blev 1821 kandidat i teologi från Köpenhamns universitet. Därefter arbetade han några år som religionslärare, innan han blev sognepræst i Nakskov. 1852 blev han vigd till biskop i Aalborg. Här var han knappt fyra år, vårefter han blev förflyttad till biskopssätet i Maribo. 1868 var han medlem av Kirkekommissionen.
Utöver sin prästtjänst var han kungligt utsedd medlem av Stænderforsamlingen i Roskilde, och 1866–1870 satt han i Landstinget.
Postumt utkom Tanker til Eftertanke over Søn- og Festdags Evangelier.

## Utmärkelser
- Riddare av Dannebrogorden,  1850[2]
- Kommendör av Dannebrogorden,  1852[2]
- Dannebrogsmännens hederstecken,  1862[2]

[Redigera Wikidata]